# Militär in Ulm

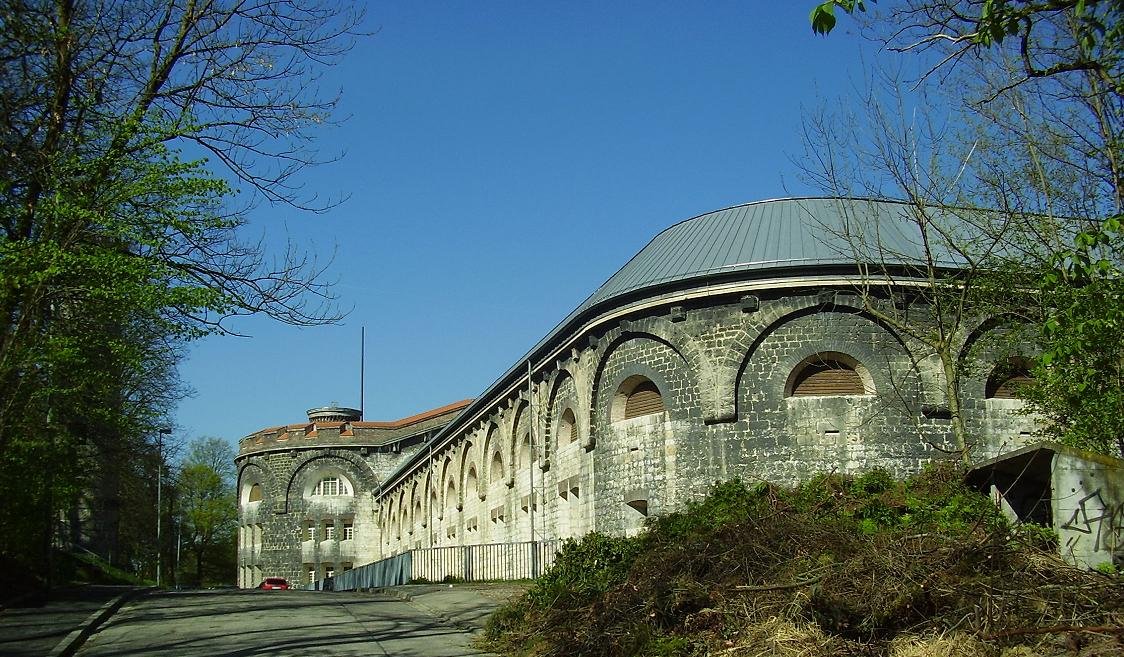
Bundesfestung - Wilhelmsburg

Die Stadt Ulm an der Donau war aufgrund ihrer strategisch wichtigen Lage in der Geschichte oft umkämpft. Ulm hatte durch die Jahrhunderte unter Kriegen und militärischer Besetzung zu leiden, war seit 1666 Garnisonsstadt und ist es bis heute geblieben. Seit den 1950er Jahren ist Ulm Sitz höchster militärischer Stäbe der Bundeswehr. Ulm beheimatete in der Zeit des Deutschen Bundes im 19. Jahrhundert neben Landau, Luxemburg, Mainz und Rastatt, eine von fünf Bundesfestungen. Die Ulmer Festung wurde im Zeitraum von 1842 bis 1859 gebaut. Ihre umfangreichen Anlagen bildeten den Rahmen für die Stationierung einer zeitweise mehrere tausend Mann starken Garnison in Ulm.

## Frühe Zeit

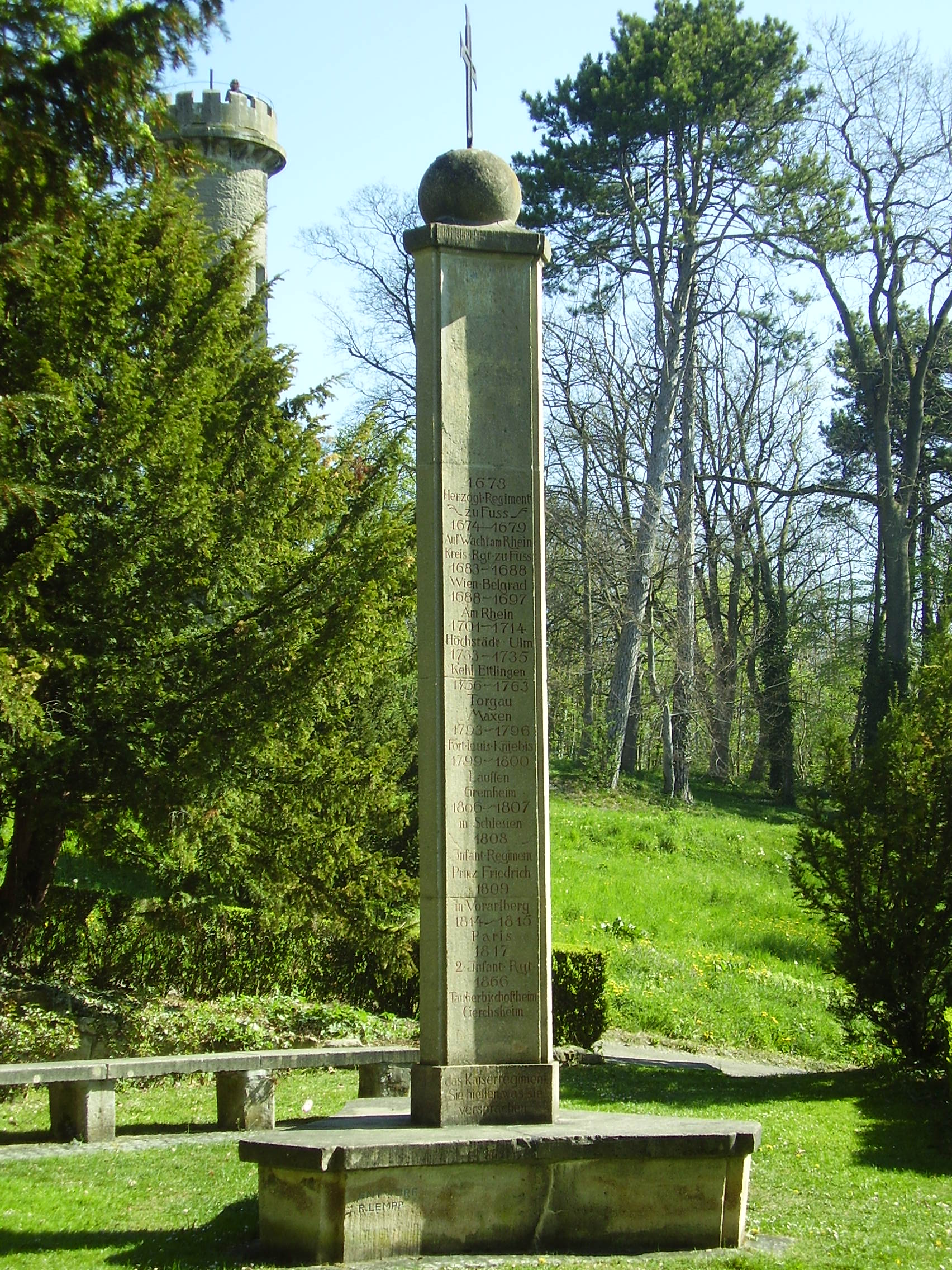
Kriegerdenkmal am Michelsberg

### Schwäbischer Bund
Am 14. Februar 1488 wurde auf dem Reichstag in Esslingen der Schwäbische Bund (auch Bund im Lande Schwaben) auf Veranlassung Kaiser Friedrich III. als Zusammenschluss der schwäbischen Reichsstände gegründet. Neben dem Herzog von Tirol, dem Grafen von Württemberg und einer Vielzahl kleiner Territorialherren, wie Werdenberg, Fürstenberg, Waldburg, Zollern etc., sowie Reichsritter gehörten dazu auch die 20 schwäbischen Reichsstädte und die Prälaten der Reichsabteien. Hauptort, beziehungsweise Hauptstützpunkt des Bundesheeres, wurde Ulm. Während des Dreißigjährigen Krieges (1618–1648) wurde Ulm nicht erobert, weil es sehr gut befestigt war. Es wurde aber 1631 und 1634 bis 1635 von den Kaiserlichen erfolglos belagert. Anders 1702–1704, als es den Bayern gelang, Ulm im Handstreich zu erobern und eine hohe Summe zu erpressen.

### Schlacht von Ulm
Zu Beginn des dritten Koalitionskrieges zwischen Napoleon Bonapartes Frankreich und der Koalition aus Großbritannien, Russland und Österreich auf der anderen Seite, versuchte der österreichische Feldmarschall Karl Mack von Leiberich mit seiner 80.000 Mann starken Armee die französischen Truppen in Oberschwaben aufzuhalten. Am 14. Oktober 1805 schlägt Napoleons das österreichische Heer in der Schlacht von Elchingen. Leiberich verliert die Schlacht und zieht sich mit dem verbleibenden Heer nach Ulm zurück. Vom 16. bis 19. Oktober 1805 wird Ulm belagert und kapituliert. Durch die gewonnene Schlacht von Ulm stand Napoleon der Weg nach Wien offen. Nach weiteren kleineren Kämpfen entlang der Donau gelang seinen Truppen am 13. November die kampflose Einnahme Wiens.
Der Beschluss des Wiener Kongress (November 1814), einen Bund zu gründen, dessen Hauptaufgabe die Verteidigung der deutschen Länder sein sollte, hatte unter anderem zur Folge, dass die Bundesfestung Ulm erbaut wurde (von 1842 bis 1859). Baumeister: Major Moritz von Prittwitz, dessen Grundkonzept auf den Ideen der neuen deutschen Befestigung beruhte. Das traditionelle Bastionärsystem wurde aufgegeben, statt des mehrfach gewinkelten, aufwendig zu sichernden Wallverlaufs früherer Zeit sollte die neue Festung lange, gerade Abschnitte besitzen. Diese Abschnitte wurden stumpfwinklig aneinandergesetzt, so dass die Gesamtanlage die Form eines großen Polygons erhielt. Prittwitz projektierte um den Stadtkern Ulms herum einen weiten polygonalen Festungsring (die Stadtumwallung), der bis auf den Michelsberg und auf die andere Donauseite (heutige Stadt Neu-Ulm) reichte. Außerdem sah er vor, an wichtigen Geländepunkten rings um die Stadt eigenständige Forts zu errichten. Mit einigen Abstrichen aus finanziellen Gründen wurde dieser Plan dann umgesetzt und zwar auf Ulmer Seite unter Prittwitz Regie, auf der bayerischen Seite unter Major von Hildebrandt. Daher ist die Ausführung hier und da etwas verschieden. Auf dem linken Donauufer wurde hauptsächlich weißer Kalkstein aus dem Blautal verbaut, rechts dagegen vorwiegend roter Backstein.

### Kloster Wiblingen
Kloster Wiblingen wird zum Schloss um 1808. Herzog Heinrich zieht mit Militär in das Kloster ein. König Friedrich I. machte das Kloster zur Residenz seines Bruders Herzog Heinrich, der mit 120 Mann preußischer Kavallerie in das Kloster einzog.
Herzog Heinrich von Württemberg war der jüngste Bruder des Königs Friedrich I. (der übrigens durch Napoleon erst König wurde). Nach seinem Umzug 1822 nach Ulm erwarb sich Herzog Heinrich dort den Ruf eines „wahren Bürgerfreunds“. 1864 sind zwei Eskadron des „Ulanen Regiments König Karl“ in Wiblingen stationiert. Während des Zweiten Weltkrieges war im Kloster auch ein Lazarett untergebracht.

## 20. Jahrhundert

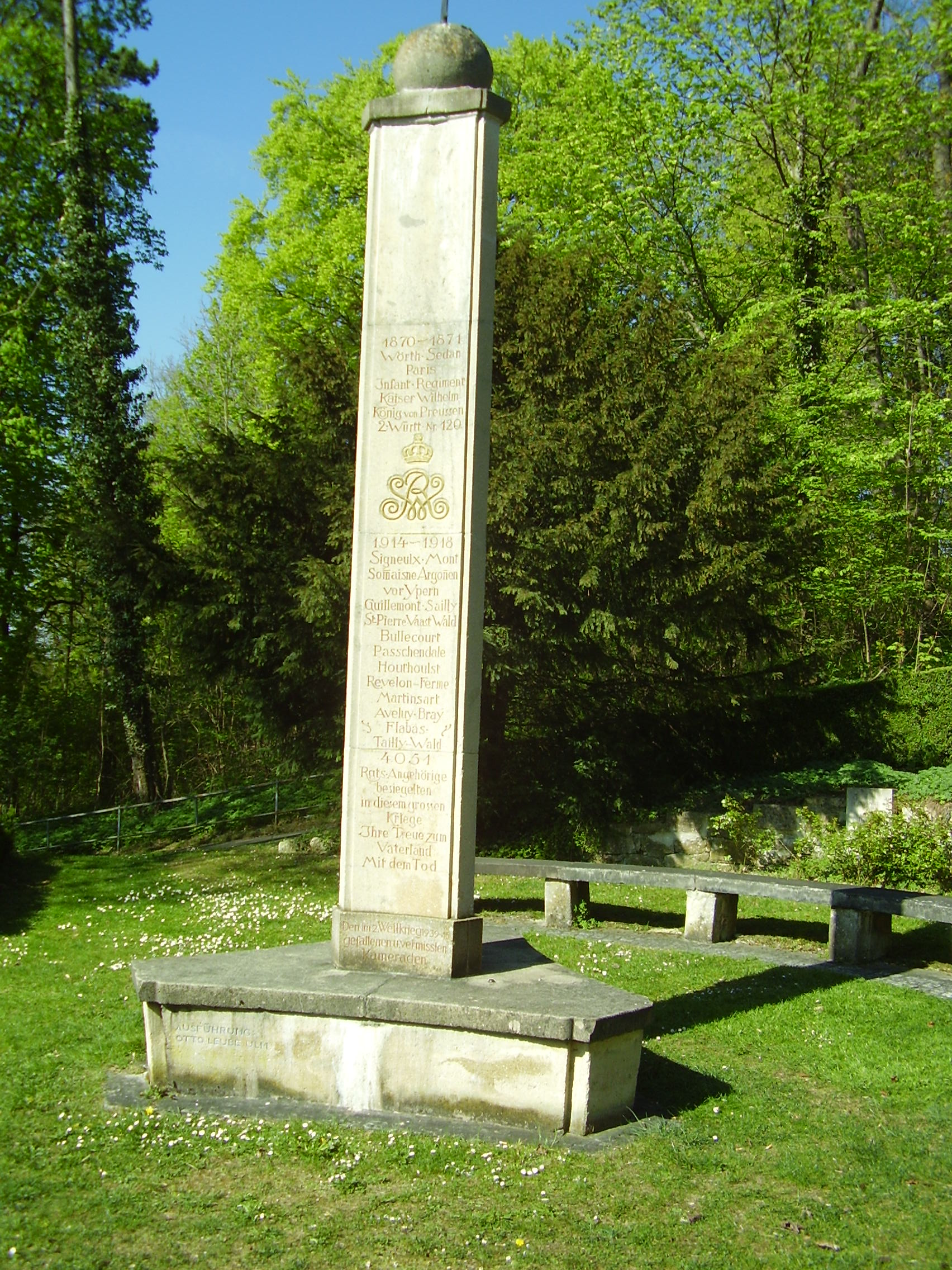
Kriegerdenkmal am Michelsberg

Ulm zählte 1913 bereits 60.000 Einwohner, davon waren knapp 10.000 Soldaten der großen Ulmer Garnison. Von einst 16 Kasernen der Garnison sind heute drei übriggeblieben.
Früher wurden die Unterkünfte nach Flurnamen oder nach der Waffengattung der in ihren Mauern stationierten Soldaten benannt. Aus dieser Zeit stammen die Namen wie „Kuhbergkaserne“, „Gaisenbergkaserne“, „Pionierkaserne“, „Ulanenkaserne“ und andere. Nach 1871 kamen dann Schlachtorte dazu. So gaben „Sedan“ und „Flandern“ zwei Kasernen in Ulm ihren Namen. Später wurden Kasernen auch nach bedeutenden Soldaten benannt, in Ulm nach Hindenburg, Bleidorn und Boelcke. Nach Generalfeldmarschall Erwin Rommel wurde die 1959 neu gebaute Rommelkaserne auf dem Lerchenfeld bei Dornstadt benannt.
Das im 19. Jahrhundert gebaute frühere Garnisonsarresthaus in der Frauenstraße war ab 1958 Sitz des Standortkommandeurs und – bis zu dessen Auflösung – des Verteidigungskreiskommandos. Das Gebäude wird heute von vielen verschiedenen zivilen Organisationen genutzt.

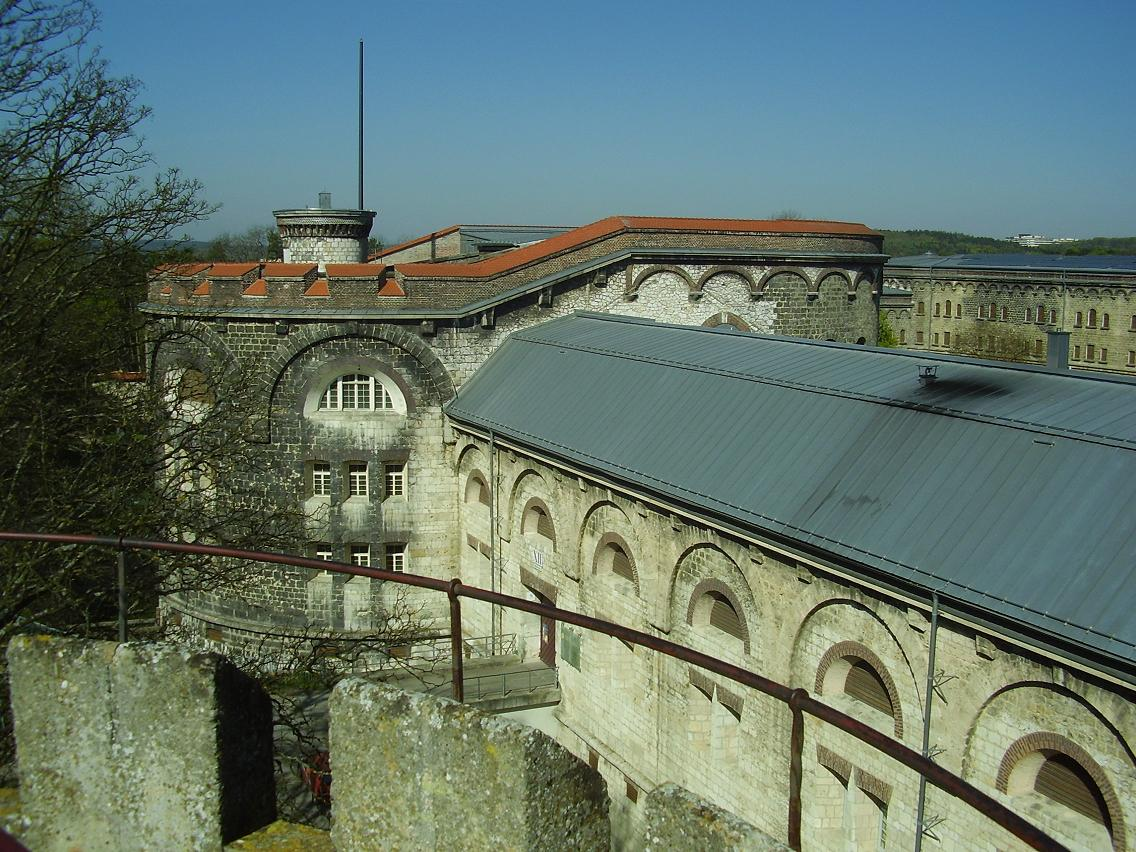
Wilhelmsburg

Die Wilhelmsburg (nach König Wilhelm I. von Württemberg benannt) wurde in den Jahren 1842 bis 1848 als „Werk XII“ der Bundesfestung erbaut. Die schon 1959 erweiterte und modernisierte Wilhelmsburg-Kaserne, in die der Komplex „Flandernkaserne“ einbezogen wurde, ist heute Sitz eines der höchsten Stäbe der Bundeswehr. Zunächst war im Jahre 1997 das II. Korps (Bundeswehr) (von der Kienlesbergkaserne) in die Wilhelmsburg umgezogen. Das II. Korps wurde dann am 7. Oktober 2005 auf- und vom „Kommando Operative Führung Eingreifkräfte“ abgelöst, welches also jetzt in der Wilhelmsburg seinen Sitz hat.
Die ehemalige „Kienlesbergkaserne“ (heute ein exklusiver Wohnpark) wurde in den Jahren 1865 bis 1868 auf dem Kienlesberg als Feldlazarett erbaut. Von 1956 bis 1997 war sie Sitz des Stabes II. Korps und Herzstück der heutigen Garnison.
Das Fort Unterer Kuhberg wurde im Zuge des Festungsausbaus in den Jahren 1846 bis 1858 als Vorwerk XXIX und XXX erstellt. Als Teil des Fort Unterer Kuhberg wurde die Untere Kuhbergkaserne für die Artillerie errichtet, im Jahre 1934 umbenannt in Bleidorn-Kaserne (nach dem ersten Artilleriekommandeur V und Inspekteur der Artillerie in der Reichswehr, dem badischen General der Artillerie Rudolf Bleidorn). Heute ist darin das Bundeswehr-Dienstleistungszentrum Ulm untergebracht.
Eines der früheren Offizierheime, das in der Karlstraße 72, war bis Oktober 2016 das Standortoffizierheim. In der Zinglerstraße 70 war von 1960 bis 1997 der Amtssitz des Truppendienstgerichts Süd.
In der Hindenburgkaserne auf dem Unteren Eselsberg war 2015 das Lazarettregiment 41 stationiert. 2014 gab das Verteidigungsministerium bekannt, dass dieses Regiment zum 2. Quartal 2015 größtenteils in die Rommelkaserne umziehen und in das Sanitätsregiment 3 aufgehen würde. Nach Abzug der Bundeswehr erwarb die Stadt Ulm das Gelände und entwickelt dort ein neues Wohnquartier.
Im Zweiten Weltkrieg gab es auf dem Gebiet der Nachbargemeinde Dornstadt auch noch den Fliegerhorst Ulm-Dornstadt.
Heute zählt die Garnison Ulm noch zwei Kasernen: Die Wilhelmsburg- und die Bleidornkaserne.

### Schlaglicht auf Neu-Ulm
Neu-Ulm, früher fester Bestandteil der Garnison und Festung Ulm, 1810 durch Napoleon von Ulm getrennt, ist seit 1991 keine Garnison mehr. Von den ehemals vier Neu-Ulmer Kasernen ist die älteste (1863) im Zweiten Weltkrieg bei einem Fliegerangriff total zerstört worden. Sie ist jedoch unter den Namen „Friedenskaserne“, „Maximilianskaserne“ und „Zwölferkaserne“ (errichtet von der Bayerischen Armee, benannt nach dem 12. Infanterie-Regiment) bei der Bevölkerung noch in Erinnerung. Die Chevauxlegerskaserne (1866) an der Bahnbrücke wurde ebenfalls im Zweiten Weltkrieg weitgehend zerstört, die Reste dann 1975 abgebrochen. Die in den Jahren 1936 bis 1938 im Zuge der Aufrüstung der Wehrmacht auf Betreiben des damaligen Neu-Ulmer Oberbürgermeister Nuisl errichteten und nach General Ludendorff, beziehungsweise General Reinhardt (Wehrbereichsbefehlshaber V Stuttgart) benannten Kasernen wurden nach 1945 durch die US-Armee belegt. Die bisherige „Ludendorff-Kaserne“ erhielt den Namen des US-Captains Robert Calvin Wiley, der sich im Zweiten Weltkrieg besonders ausgezeichnet hatte. Die „Wiley-Barracks“ waren in den 1980er Jahren einer der vier Stationierungsorte der umstrittenen „Pershing II“-Mittelstreckenraketen. Die ehemalige „Reinhardt-Kaserne“, die von der US-Luftwaffe belegt war, verdankt ihren Nachkriegsnamen dem US-Sergeant William L. Nelson, der für seinen militärischen Verdienste in Nordafrika mit der „Medal of Honor“ ausgezeichnet wurde. Beide Kasernen wurden am Ende des Kalten Krieges zum 30. September 1991 von den US-Streitkräften geräumt und an deutsche Behörden übergeben. Heute beherbergen sie den Neubau der Hochschule Neu-Ulm, das Dietrich Theater (Kinozentrum), den Wiley Club (Gastronomie-Betrieb), die Evangelische Freikirche Baptisten Ulm/Neu-Ulm, ein Dialysezentrum, verschiedene Firmen, Studentenwohnheime, die Freiwillige Feuerwehr Neu-Ulm, den TÜV Bayern und das Finanzamt Neu-Ulm sowie die Neu-Ulmer Polizei-Behörden. Das Wiley-Gelände war zudem ein Schwerpunkt der Landesgartenschau 2008.
Die 1899 eröffnete „Offizierspeiseanstalt“ an der Donau bot als „Donau-Casino-Club“ den Offizieren der US-Garnison Neu-Ulm die Möglichkeit geselligen Beisammenseins. Heute hat sich ein beliebter gastronomischer Betrieb etabliert.
Eberhard Finckh war – was das Militär betrifft – der einzige hingerichtete Widerständler, der mit der Ulmer Garnison in engerer Verbindung stand. Ansonsten stand die Garnison – so weit bekannt – nach dem 20. Juli 1944 „treu zu ihrem Führer“.
Nach Eberhard Finckh wurde in Ulm eine Straße benannt.

## Bundeswehr (nach 1955)
Seit Anfang der Bundeswehr war Ulm Standort eines Korps, der höchsten militärischen Führungsebene des Heeres unterhalb des Ministeriums der Verteidigung. Das II. Korps der Bundeswehr, eines von drei Korps, 1956 in Ulm aufgestellt und immer dort ansässig, wurde am 7. Oktober 2005 außer Dienst, gleichzeitig wurde stattdessen das Kommando Operative Führung Eingreifkräfte in Dienst gestellt. Diese Maßnahme war notwendig, weil in den Verteidigungspolitischen Richtlinien neu gewichtet wurde. Die Soldaten wurden in andere Organisationseinheiten eingegliedert. Die in Ulm stationierten Soldaten und das II. Korps leisteten neben den internationalen Einsätzen unter anderem auch einen wichtigen Beitrag an ihrem Heimatstandort: Seit 1993 fand ein Austausch mit dem Hauptquartier der US-Streitkräfte in Heidelberg statt, durch den die Zusammenarbeit mit den amerikanischen Streitkräften ausgebaut und vertieft werden konnte.
Nach den neuen Organisationsstrukturen hat auch das Ulmer Bundeswehrkrankenhaus noch an Bedeutung gewonnen.

### So sah das II. Korps aus
- Heeresstruktur 1 (1955–1958)

II Korps (Ulm)
4. Grenadierdivision (Regensburg)
1. Gebirgsdivision (Mittenwald)
1. Luftlandedivision (Esslingen)
- Heeresstruktur 2 (1959–1970)

II Korps (Ulm)
4. Panzergrenadierdivision (Regensburg)
Panzergrenadierbrigade 10 (Weiden i.d. OPf.)
Panzergrenadierbrigade 11 (Bogen)
Panzerbrigade 12 (Amberg)
1. Gebirgsdivision (Garmisch-Partenkirchen)
Gebirgsjägerbrigade 22 (Mittenwald)
Gebirgsjägerbrigade 23 (Bad Reichenhall)
Panzerbrigade 24 (Mittenwald)
1. Luftlandedivision (Esslingen)
Fallschirmjägerbrigade 25 (Sigmaringen)
Fallschirmjägerbrigade 26 (Esslingen)
10. Panzerdivision (Sigmaringen)
Panzerbrigade 30 (Ellwangen (Jagst))
- Heeresstruktur 3 (1970–1979)

II Korps (Ulm)
4. Jägerdivision (Regensburg)
Jägerbrigade 10 (Weiden i.d. OPf.)
Jägerbrigade 11 (Bogen)
Panzerbrigade 12 (Amberg)
1. Gebirgsdivision (Garmisch-Partenkirchen)
Gebirgsjägerbrigade 22 (Mittenwald)
Gebirgsjägerbrigade 23 (Bad Reichenhall)
Panzergrenadierbrigade 24 (Landshut)
1. Luftlandedivision (Esslingen)
Fallschirmjägerbrigade 25 (Calw)
Fallschirmjägerbrigade 26 (Zweibrücken)
Fallschirmjägerbrigade 27 (Lippstadt)
10. Panzerdivision (Sigmaringen)
Panzerbrigade 28 (Donauwörth)
Panzerbrigade 29 (Sigmaringen)
Panzerbrigade 30 (Ellwangen)
- Heeresstruktur 4 (1980–1992)

II. Korps (Ulm)
4. Panzergrenadierdivision (Regensburg)
Panzergrenadierbrigade 10 (Weiden i.d. OPf.)
Panzergrenadierbrigade 11 (Bogen)
Panzerbrigade 12 (Amberg)
1. Gebirgsdivision (8. Division) (Garmisch-Partenkirchen)
Panzergrenadierbrigade 22 (Murnau a. Staffelsee)
Gebirgsjägerbrigade 23 (Bad Reichenhall)
Panzerbrigade 24 (Landshut)
1. Luftlandedivision (9. Division) (Bruchsal)
Fallschirmjägerbrigade 25 (Calw)
Fallschirmjägerbrigade 26 (Saarlouis)
Fallschirmjägerbrigade 27 (Lippstadt)
10. Panzerdivision (Sigmaringen)
Panzerbrigade 28 (Dornstadt)
Panzerbrigade 29 (Sigmaringen)
Panzerbrigade 30 (Ellwangen (Jagst))
- Heeresstruktur 5 (1992 - )

Feldheer und das Territorialheer wurden zusammengefügt zu (Korps-/Territorialkommandos geplant, aber nicht durchgeführt) Wehrbereichs-/Divisionskommandos
II. (GE/US) Korps (Ulm)
4. Panzergrenadierdivision (Regensburg)
1. April 1994 umbenannt in Kommando Luftbewegliche Kräfte/4. Division und dem Heeresführungskommando unterstellt
Wehrbereich IV / 5. Panzerdivision (Mainz) ab 1. April 1994
(nur im Frieden truppendienstlich unterstellt,
für den Einsatz (Verteidigung) dem V. (US/GE) Korps, Frankfurt,
unterstellt, dafür 3. US Inf.Div dem II. (GE/US) Korps unterstellt)
Panzergrenadierbrigade 5 (Homberg)
Panzerbrigade 14 (Neustadt)
Panzerbrigade 34 (Koblenz)
Verteidigungsbezirkskommando 42 (Trier)
Verteidigungsbezirkskommando 43 (Darmstadt)
Verteidigungsbezirkskommando 44 (Kassel)
Verteidigungsbezirkskommando 45 (Neustadt)
Verteidigungsbezirkskommando 46 (Saarbrücken)
Verteidigungsbezirkskommando 47 (Gießen)
Wehrbereich V / 10. Panzerdivision (Sigmaringen) ab 1. April 1994
Panzerbrigade 12 (Amberg)
Panzerbrigade 30 (Ellwangen (Jagst))
Deutsch-Französische Brigade (Muellheim), deutscher Anteil
Verteidigungsbezirkskommando 51 (Ludwigsburg)
Verteidigungsbezirkskommando 52 (Karlsruhe)
Verteidigungsbezirkskommando 53 (Freiburg)
Verteidigungsbezirkskommando 54 (Tübingen)
Wehrbereich VI / 1. Gebirgsdivision (München) ab 1. April 1994
Gebirgsjaegerbrigade 23 (Bad Reichenhall)
Panzerbrigade 36 (Bad Mergentheim)
Verteidigungsbezirkskommando 61 (Augsburg)
Verteidigungsbezirkskommando 62 (Regensburg)
Verteidigungsbezirkskommando 63 (Ansbach)
Verteidigungsbezirkskommando 65 (München)
Verteidigungsbezirkskommando 66 (Landshut)
Verteidigungsbezirkskommando 67 (Bayreuth)

### Die Nachfolge des II. Korps: Das Kommando Operative Führung Eingreifkräfte
Im Kommando Operative Führung Eingreifkräfte waren Soldaten aller Teilstreitkräfte vertreten, also von Heer, Luftwaffe und Marine. Das Kommando gehörte zum militärischen Organisationsbereich Streitkräftebasis. Als einziges in der Bundeswehr stand es seit 2005 für EU-Einsätze zur Verfügung – mit einem Operation Headquarters (OHQ) auf militärstrategischer Ebene oder auf operativer Ebene mit einem Force Headquarters. Dies konnte innerhalb weniger Tage in ein Einsatzland verlegt werden. Soldaten aus sieben Ländern gehörten zu der deutschen militärischen Dienststelle in Ulm. Das österreichische Bundesheer stellte mit einem Brigadier nicht nur den höchsten ausländischen Vertreter, sondern mit fünf Offizieren auch das größte multinationale Kontingent.
Im Rahmen der 2011 von Verteidigungsminister Thomas de Maizière verkündeten Neuausrichtung der Bundeswehr wurde das Ulmer Kommando am 1. Juli 2013 zum Multinationalen Kommando Operative Führung/Multinational Joint Headquarters Ulm umgegliedert. In der Wilhelmsburgkaserne sind Angehörige aus Streitkräften von fast 20 europäischen Staaten stationiert. Unter Führung eines deutschen Drei-Sterne-Generals können dann weltweit Krisenmanagementeinsätze im Auftrag der Vereinten Nationen, der NATO oder der Europäischen Union geführt werden.